# Reichsministerium für Volksaufklärung und Propaganda
Het Rijksministerie voor Volksvoorlichting en Propaganda (Duits: Reichsministerium für Volksaufklärung und Propaganda, afgekort RMVP ), gewoonlijk het "Reichsministerium für Propaganda" genoemd , was een ministerie van de regering van nazi-Duitsland dat bestond tussen 1933 en 1945. Het ministerie werd opgericht kort na de machtsovername door de nationaalsocialisten als centraal instituut van de nationaalsocialistische propaganda. Het RMVP was, samen met de Reichspropagandaleitung, verantwoordelijk voor de regulering van de pers, literatuur, beeldende kunsten, films en bioscopen, theaters, muziek en radio-uitzendingen. Bijna zijn hele bestaan werd het geleid door Joseph Goebbels.

## Organisatie van het Rijksministerie
In 1939 werkten er op het Reichsministerium al 2.000 medewerkers, verdeeld over 17 afdelingen. Dit aantal zou nog verder toenemen. Van 1933 tot 1941 steeg het budget van het RMVP van 14 naar 187 miljoen Reichsmark. De Reichsminister für Volksaufklärung und Propaganda, Joseph Goebbels, had uiteindelijk drie staatssecretarissen en de afdelingen die zij leidden:
- Staatssecretaris I - Walther Funk (1933-1937), Otto Dietrich (1937-1945)
  - Afdeling Duitse Pers – Hans Fritzsche (1939-1942)
  - Afdeling Buitenlandse pers - Karl Bömer (1938-1941), Ernst Brauweiler (1942-1945)
  - Afdeling Tijdschriftenpers - Wilfrid Bade (1938-1945)
- Staatssecretaris II - Karl Hanke (1937–1940), Leopold Gutterer (1940–1944), Werner Naumann (1944–1945)
  - Afdeling Financiën - Karl Ott (1933-1945)
  - Afdeling Recht - Hans Schmidt-Leonhardt (1933-1945)
  - Afdeling Propaganda - Wilhelm Haegert (1933-1937), Leopold Gutterer (1938-1940)
  - Afdeling Omroep - Horst Dreßler-Andreß (1933–1938), Hans Kriegler
  - Afdeling Film – Fritz Hippler (1940-1943)
  - Afdeling Personeel – Erich Müller (vanaf 1937)
  - Afdeling Rijksverdediging
  - Afdeling Buitenlandse Zaken – Franz Xaver Hasenöhrl
  - Afdeling Theater - Rainer Schlösser (1935–1944), vanaf 1944 cultuurafdeling onder leiding van Schlösser
  - Afdeling Muziek - Heinz Drewes (1937–1944), vanaf 1944 op de afdeling cultuur onder leiding van de voormalige theaterafdeling
  - Afdeling Literatuur - Karl Heinz Hederich (1937-1938)
  - Afdeling Schone Kunsten - Franz Hofmann (1938–1940), vanaf 1944 op de afdeling Cultuur onder leiding van de voormalige theaterafdeling
- Staatssecretaris III – Hermann Esser (1935-1945)
  - Afdeling Toerisme - Fritz Mahlo (1939-1945)

## Concurrerende organisaties
Het Reichsministerium had min of meer dezelfde taken als de Reichsleitung. De enige reden dat dit niet zeer problematisch was, was dat beide instellingen hetzelfde hoofd hadden. Daarnaast was Goebbels de leider van de Reichskulturkammer, met een staatssecretaris als plaatsvervanger. Aan Goebbels rapporteerden bovendien de Reichsleiter für die Presse en de Reichspressechef, twee verschillende Reichsleiter met vrijwel dezelfde bevoegdheden. Verder hield de minister toezicht op de zogenaamde zogenaamde Reichsredner.

## Rijksministers
| Nr. | Afbeelding | Minister                    | Aangetreden   | Einde termijn | Duur termijn                 | Opmerking |
| --- | ---------- | --------------------------- | ------------- | ------------- | ---------------------------- | --- |
| 1   |            | Joseph Goebbels (1897-1945) | 13 maart 1933 | 1 mei 1945    | 12 jaar, 1 maand en 18 dagen | Op 30 april 1945 na Hitlers zelfmoord werd Goebbels de opvolgend rijkskanselier. Op 1 mei 1945 pleegde Goebbels met zijn gezin zelfmoord. |
| 2   |            | Werner Naumann (1909-1982)  | 1 mei 1945    | 2 mei 1945    | 1 dag                        | Op 2 mei 1945 verliet Naumann de Führerbunker zonder aanvaarding van de rijksministerspost.                                               |

## Staatssecretarissen
| Nr. | Staatssecretaris             | Aangetreden                      | Einde termijn    | Duur termijn                 | Opmerking             |
| --- | ---------------------------- | -------------------------------- | ---------------- | ---------------------------- | --------------------- |
| 1   | Walther Funk (1890-1960)     | 13 maart 1933                    | 26 november 1937 | 4 jaar, 8 maand en 13 dagen  |                       |
| 2   | Otto Dietrich (1897-1952)    | 15 januari 1938                  | 30 maart 1945    | 7 jaar, 2 maand en 15 dagen  |                       |
| 3   | Karl Hanke (1903-1945)       | 26 november 1937 - februari 1938 | 31 januari 1941  |                              |                       |
| 4   | Hermann Esser (1900-1981)    | 4 maart 1939                     | 8 mei 1945       | 6 jaar, 2 maand en 4 dagen   |                       |
| 5   | Leopold Gutterer (1902-1996) | 23 mei 1941                      | 22 april 1944    | 2 jaar, 10 maand en 30 dagen | In 1944 met pensioen. |
| 6   | Werner Naumann (1909-1982)   | 22 april 1944                    | 30 april 1945    | 1 jaar en 8 dagen            |                       |